# Lennon-McCartney

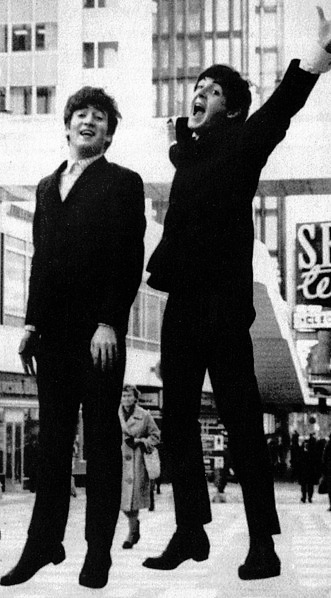
John Lennon (stânga) și Paul McCartney (dreapta)

Lennon-McCartney a fost parteneriatul de compoziție dintre muzicienii englezi John Lennon și Paul McCartney ai formației The Beatles. Este adeseori considerat cel mai de succes parteneriat din muzica modernă, formația The Beatles având peste 600 de milioane de discuri în întreaga lume, în anul 2004.
Spre deosebire de alte parteneriate de timp muzician-textier, de exemplu George Gershwin și Ira Gershwin, Rodgers și Hammerstein, sau Elton John și Bernie Taupin, atât Lennon, cât și McCartney, scriau și muzica și textul. Conform unei înțelegeri între cei 2 de dinainte ca formația să aibă succes, toate cântecele create de cei 2 erau creditate în mod egal amândurora pe toată durata existenței formației. 
Melodiile compuse de parteneriatul Lennon-McCartney au fost preluate de numeroși alți artiști. Conform Guinness World Records, Yesterday a fost cântată de mai mulți muzicieni decât orice altă melodie.